# Cassa di Risparmio di San Miniato
La Cassa di Risparmio di San Miniato (abbreviato CARISMI) è stata un istituto di credito italiano con sede nel comune di San Miniato, in provincia di Pisa.
Attiva dal XIX secolo, è una delle più antiche e importanti casse di risparmio italiane.

## Storia
Ai primi del 1830 monsignor Torello Pierazzi, segretario dell'Accademia degli Euteleti e poi vescovo di San Miniato, fece richiesta al granduca di Toscana Leopoldo II di poter costituire una filiale della Cassa di Risparmio di Firenze nel territorio samminiatese.
Il 23 gennaio 1830 il granduca diede il proprio benestare e pochi mesi dopo, il 27 aprile, 22 tra i più facoltosi cittadini del comune si federarono in una società anonima dal patrimonio versato di 400 fiorini: venne così fondata ufficialmente la banca, che nel 1886 si smarcò dall'istituto fiorentino e divenne ente autonomo sotto l'egida di una fondazione ad hoc.
Al 2017 la banca aveva una rete di 79 tra filiali, agenzie e sportelli leggeri in tutta la Toscana, più una filiale a Roma e una a Milano.
Nel dicembre 2017 la banca viene rilevata dal gruppo bancario Crédit Agricole Cariparma (ora Crédit Agricole Italia), nell'ambito di un'operazione che ha portato la banca italo-francese a rilevare anche la Cassa di Risparmio di Rimini e la Cassa di Risparmio di Cesena, con l'intervento dello Schema Volontario di Intervento del FITD.
Nel febbraio 2018 è approvato il piano di fusione per incorporazione di Cassa di Risparmio di Rimini, Cassa di Risparmio di Cesena, Cassa di Risparmio di San Miniato nella capogruppo Crédit Agricole Cariparma. Decisa anche un'offerta pubblica di acquisto delle azioni delle tre banche in mano ai soci retail.
L'incorporazione della banca nella capogruppo Crédit Agricole Cariparma è stata completata il 23 giugno 2018.